# Syndrom vlastního zápachu
Syndrom vlastního zápachu je duševní porucha. Lidé trpící tímto syndromem trpí neopodstatněným strachem z vlastního tělesného zápachu. Obvykle se tento syndrom objevuje jako posedlost jedním nebo několika specifickými znaky. Tato posedlost se může časem měnit. Může to být například strach ze zápachu z úst nebo zápachu z podpaží. Lidé trpící tímto syndromem si často vykládají chování druhých jako čichání, dotýkání se nosu nebo otevírání okna jako reakci na jejich tělesný zápach.
Symptomy:
- opakované sprchování se a další hygienické návyky
- nadměrné využívání deodorantů
- opakované kontrolování zápachu
- časté otázky přátelům či rodině zda zapáchají
- absence ve škole či v zaměstnání